# Thaddäus von Jarotzky

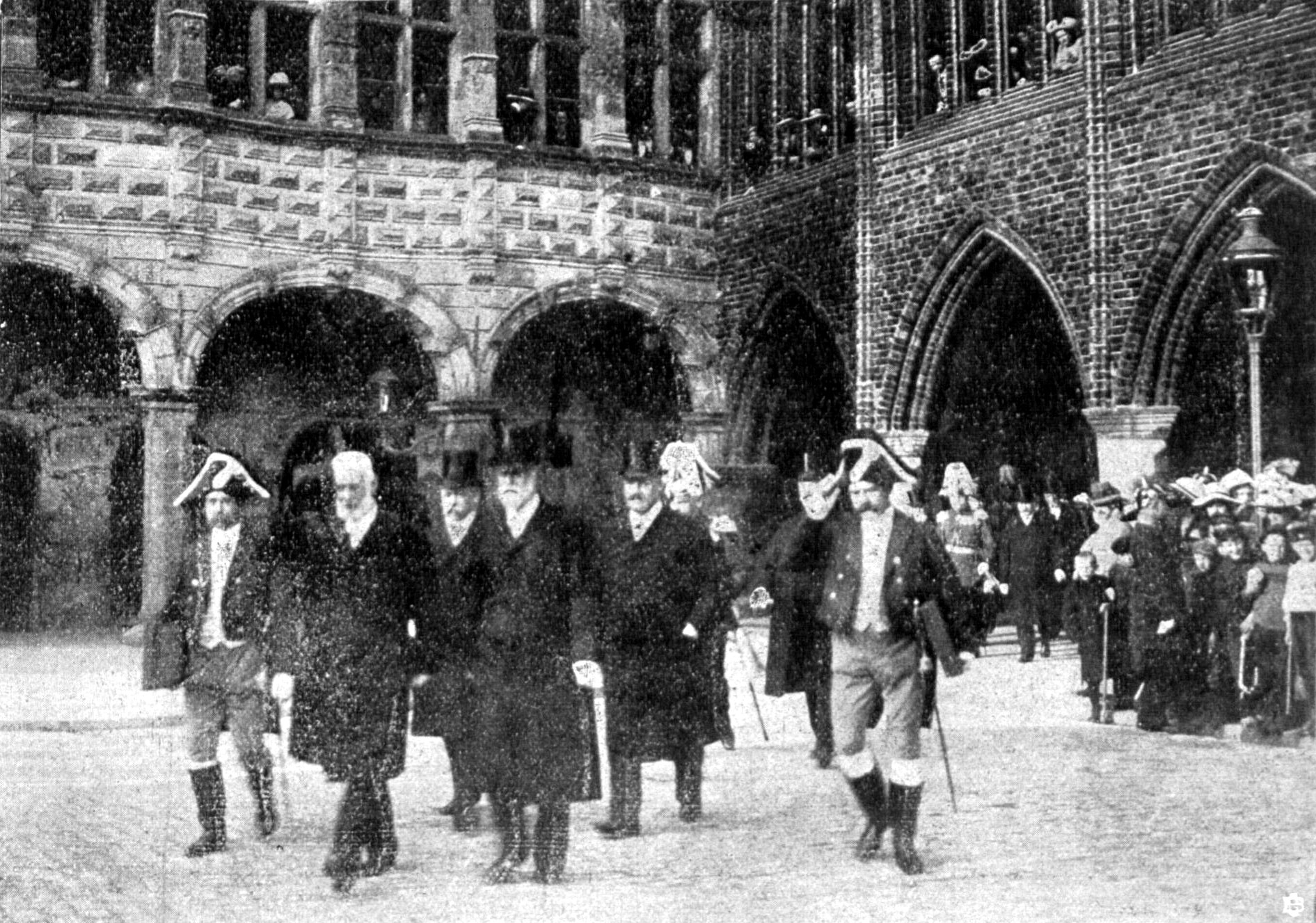
En route pour décorer les drapeaux le 17 mai 1912

Thaddäus Simon Joseph Johannes von Jarotzky (né le 27 avril 1858 à Neisse et mort le 16 novembre 1938 à Dresde) est un lieutenant général prussien de la Première Guerre mondiale.

## Biographie

### Origine
Il est le fils du lieutenant-général Thaddäus von Jarotzky (1831-1894) du même nom et de son épouse Agnes Thecla Babette Louise, née Kiesel.

### Carrière
Issu du corps de cadets, Jarotzky est nommé enseigne le 15 avril 1875 dans le 24e régiment d'infanterie de l'armée prussienne à Neuruppin. Là, il est promu sous-lieutenant en novembre 1875 et en avril 1886, promu premier lieutenant. À ce titre, il est depuis le 28 avril 1891 à la suite du régiment et professeur à l'école de guerre de Neisse et y devient capitaine le 5 mai de la même année. De là, il devient en 1894 commandant de compagnie de la 2e compagnie du 90e régiment de fusiliers (de) à Schwerin. En 1900, il est muté dans la même fonction dans le 4e régiment à pied de la Garde à Berlin-Moabit. Il y dirige la 3e compagnie en tant que chef. Le 14 septembre, il est promu major surnuméraire et agrégé au régiment. Jarotzky est nommé commandant de bataillon du 1er bataillon du 46e régiment d'infanterie à Posen en 1901. Transféré à l'état-major du 90e régiment de fusiliers, il est promu lieutenant-colonel en 1907. En 1910, l'AKO lui confie la direction du 162e régiment d'infanterie (de). Promu colonel, il est nommé commandant du régiment le 22 mars 1910, jour de l'anniversaire de l'Empereur. C'est ainsi que le 17 mai 1912, il accepte les rubans de drapeaux décernés par la ville hanséatique aux bataillons de son régiment sur la place du marché de Lübeck (de) après qu'ils soient attachés aux drapeaux par le Sénat.
En 1913, il est transféré à Torgau pour diriger la 16e brigade d'infanterie et promue peu après au grade de major général (16 juin 1913) et commandant de la brigade.
Pendant la Première Guerre mondiale, Jarotzky commande la brigade jusqu'au 20 août 1914 puis à nouveau à partir du 30 août. Le 7 octobre 1914, il reçoit le commandement de la 15e brigade d'infanterie (de) transférée de Halle. Quelques jours plus tard, le 25 novembre 1914, il est nommé lieutenant général commandant de la 25e division de réserve. Il la dirige d'abord sur le front occidental puis sur le front oriental, avant d'être finalement transféré à l'ouest début janvier 1916. Là, il passe le commandement à son successeur Paul Grünert le 29 janvier 1916 lors des combats dans la forêt d'Argonne et passe à l'état-major.

### Famille
En tant qu'enseignant dans une école de guerre, Thaddäus se marie avec Helena Maria Adolphine Anna Franziska Szmula le 21 juin 1893 dans le village de Friedewalde, arrondissement de Grottkau, près de l'école.

## Récompenses
- Ordre de l'Aigle rouge de 3e classe avec boucle[6]
- Ordre de la Couronne de 2e classe[6]
- Croix de décoration du service prussien[6]
- Croix d'honneur de l'ordre du Griffon[6]
- Commandeur de 2e classe de l'ordre de la Maison Saxonne-Ernestine[6]
- Officier de l'ordre du Trésor sacré[6]
- Croix de chevalier Donatus de 1re classe de l'ordre de Saint-Jean de Jérusalem à Rome[6]
- Ordre du Médjidié de 4e classe[6]